# Carlos Manuel Martins do Vale César
Carlos Manuel Martins do Vale César (Ponta Delgada, 1956) és un polític de les Açores.
De jove fou membre de la Cooperativa Cultural Sextante, i fou detingut per la policia salazarista. El 1974 ingressà a les Joventuts Socialistes de les Açores i es llicencià en dret a Lisboa, on dirigí el sindicat estudiantil UNEP. Des del 1981 fou diputat al parlament regional pel PS, membre de l'Ajuntament de Ponta Delgada (1993-1997), i el 1996 fou elegit president de les Açores substituint Joao Bosco Soares Mota Amaral.